# Фёдоров, Виктор Константинович
Виктор Константинович Фёдоров (1891—1984) — участник Белого движения на Юге России, командир бронепоездов «Князь Пожарский» и «Грозный», полковник.

## Биография
Сын отставного подполковника Константина Николаевича Фёдорова и жены его Ольги Николаевны Лобачевской. Правнук известного математика Николая Ивановича Лобачевского.
Окончил Оренбургский Неплюевский кадетский корпус (1909) и Михайловское артиллерийское училище (1912), откуда выпущен был подпоручиком в 49-ю артиллерийскую бригаду. Произведен в поручики 31 августа 1914 года.
С началом Первой мировой войны, 8 марта 1915 года переведен в 84-ю артиллерийскую бригаду, а 7 мая 1916 года — в 3-ю Сибирскую стрелковую артиллерийскую бригаду. За боевые отличия был награжден несколькими орденами, в том числе орденом Св. Анны 4-й степени с надписью «за храбрость». Произведен в штабс-капитаны 14 мая 1916 года, в капитаны — 1 июня 1917 года. К концу войны был командиром батареи.
В Гражданскую войну участвовал в Белом движении в составе Вооруженных сил Юга России. В мае 1919 года временно командовал бронепоездом «Иоанн Калита». Был произведен в полковники. Во второй половине 1919 года был командиром бронепоездов «Князь Пожарский» и «Грозный». Заболев тифом, в январе 1920 года эвакуировался из Новороссийска в Салоники, а затем в Египет.
В эмиграции в США. Умер в 1984 году в Санта-Барбаре. Похоронен на местном кладбище. Его жена Елизавета Рейнгольдовна (1897—1991) похоронена там же.
Оставил подробные воспоминания об одном из боев бронепоезда «Иоанн Калита», опубликованные в журнале «Военная быль» и включенные в сборники «Вооруженные силы на Юге России» (М., 2003) и «Белые бронепоезда в Гражданской войне» (М., 2007).

## Награды
- Орден Святого Владимира 4-й ст. с мечами и бантом (ВП 23.03.1915)
- Орден Святой Анны 4-й ст. с надписью «за храбрость» (ВП 16.04.1915)
- Орден Святого Станислава 3-й ст. с мечами и бантом (ВП 21.12.1915)
- Орден Святой Анны 3-й ст. с мечами и бантом (ВП 30.05.1916)
- старшинство в чине поручика с 6 августа 1913 года (ВП 13.05.1916)